# Twardzioszek bukowy

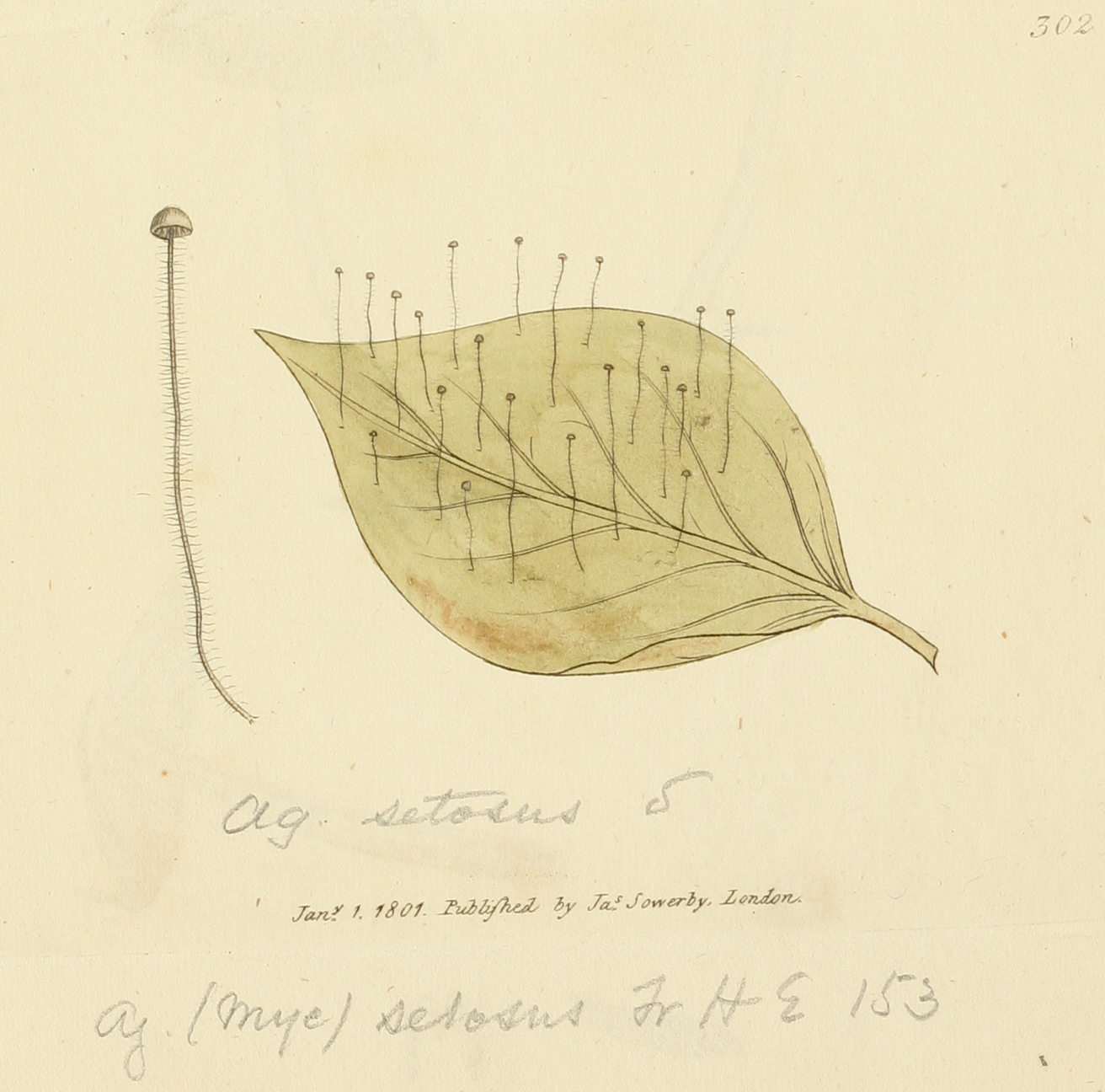

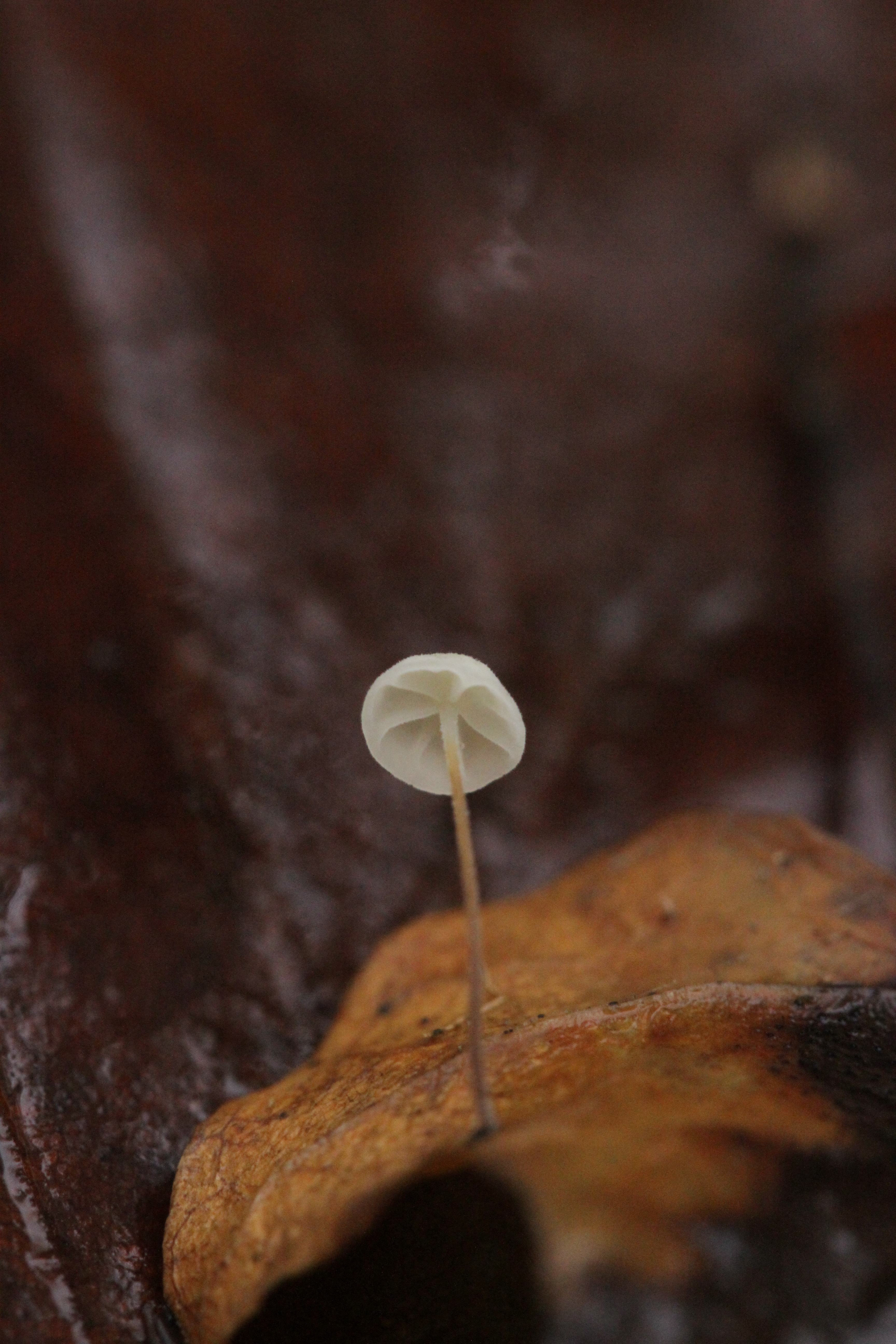

Twardzioszek bukowy (Rhizomarasmius setosus (Sowerby) Antonín & A. Urb.) – gatunek grzybów należący do rodziny Physalacriaceae.

## Systematyka i nazewnictwo
Pozycja w klasyfikacji według Index Fungorum: Rhizomarasmius, Physalacriaceae, Agaricales, Agaricomycetidae, Agaricomycetes, Agaricomycotina, Basidiomycota, Fungi.
Po raz pierwszy opisany został w 1801 r. przez Jamesa Sowerby'ego jako Agaricus setosus. Do rodzaju Marasmius (twardzioszek) przeniósł go Machiel Evert Noordeloos w 1987 r. W 2015 r. Antonín i A. Urb po przeprowadzeniu badań filogenetycznych przenieśli go do nowo utworzonego rodzaju Rhizomarasmius.
Nazwę polską podał Władysław Wojewoda w 1999 r. Po przeniesieniu do rodzaju Rhizomarasmius nazwa polska stała się niespójna z nazwą naukową.

## Morfologia
Kapelusz
Średnicy 1–5 mm, początkowo półkulisty, później wypukły z nieco zapadniętym środkiem. Powierzchnia naga; błoniasta, niewyraźnie promieniście bruzdowana, brzegi pofalowane. Kolor biały, w środku czasami żółtawy.
Blaszki
Wąskie, białe szeroko przyrośnięte, czasami nieco zbiegające na trzon. Niekiedy oddzielają się od trzonu i wówczas tworzą pozorny kołnierz.
Trzon
Wysokość 5–40 mm, grubość 0,1–0,3 mm, jest więc bardzo cienki w stosunku do swojej wysokości. Powierzchnia górą biała, dołem coraz ciemniejsza (od brązowawej aż do czarnej). Jest gładka lub nieco bruzdowana i biało oprószona, pokryta włoskami o długości do 1 mm. Najsilniej owłosiona jest środkowa część. U starszych okazów trzony łysieją. U podstawy zwykle występuje kilka włosowatych ryzomorfów.
Miąższ
Bardzo cienki, bez wyraźnego smaku i zapachu.
Cechy mikroskopowe
Zarodniki o kształcie od szerokoelipsoidalnego do migdałowato-elipsoidalnego i rozmiarach (9)10–14.5 × 4–6 µm. Podstawki maczugowate, 4-zarodnikowe, o rozmiarach 21(25)–38 × 8–12(14) µm. Posiadają sprzążkę. Cheilocystydy i pleurocystydy ze sprzążkami, cienkościenne, cylindryczne, wrzecionowate lub butelkowate o rozmiarach 28–56(60) × 6–15 µm. Cheilocystydy są liczniejsze od pleurocystyd. Występują 2 rodzaje kaulocystyd; mają postać długich i grubościennych włosków (długość do 1 mm, szerokość u podstawy 6–12 µm) lub są cienkościenne, nieregularnie wrzecionowate lub maczugowate. Strzępki nie są dekstrynoidalne.

## Występowanie i siedlisko
W Polsce miejscami występuje dość licznie, jednak z uwagi na bardzo małe rozmiary często jest niedostrzegany.
Występuje w lasach liściastych i ogrodach na ogonkach opadłych owoców klonów oraz na opadłych liściach buka, gałązkach i owocach dębu szypułkowego. Owocniki wytwarza od września do października.

## Znaczenie
Saprotrof, grzyb niejadalny (ze względu na znikome rozmiary bez znaczenia użytkowego).

## Gatunki podobne
- twardzioszek obrożowy (Marasmius rotula). Jest również bardzo mały i ma białawy kapelusz, ale jego blaszki zrastają się wokół trzonu tworząc charakterystyczny pierścień. Ponadto wyrasta zazwyczaj nie na liściach, lecz na innych resztkach roślinnych, np. gałązkach.
- twardzioszek liściolubny (Marasmius epiphyllus). Również jest drobny i wyrasta na liściach, ale ma kapelusz mlecznobiały, bardziej rozpostarty, starsze kapelusze są pomarszczone. Łatwo odróżnić go po blaszkach, które są bardzo wąskie, niemal żyłkowate[6].
- twardzioszek osikowy (Marasmius tremulae). Bardzo drobny, wyrasta na liściach osiki. Ma inne cechy mikroskopowe (m.in. podstawki dwuzarodnikowe a zarodniki walcowate)[6].
- twardzioszek nalistny (Marasmius bulliardii). Ma barwę beżową lub ochrową, kapelusz półkolisty. Jest nieco większy[6].